# Etenol
O etenol, também conhecido como álcool de vinilo, álcool vinílico, hidroxieteno ou hidroxietileno, é um Enol, com fórmula química C2H3OH (H2C=CHOH) e número CAS 557-75-5. Utilizado em  perfumaria e indústrias alimentícias e farmacêuticas como 
odorizantes.